# 飛鳥神社
飛鳥神社（あすかじんじゃ）は、奈良県奈良市北京終町にある神社。一般に京終天神社、他に紅梅殿神社、平城坐飛鳥神社とも呼ばれる。

## 祭神
奈良市史によると祭神は以下の五柱であるが、異説もある。
- 事代主神
- 加夜奈留美命
- 宇須多岐比女命
- 不足留比女命
- 菅原道眞

## 歴史

### 由緒
1953年（昭和28年）に宗教法人法に基づき登記された証書添付の「由緒沿革を示す書類」には、以下のように由緒が示されている。
この登記以降に発行された奈良市史、および奈良県史などの記載でも当神社の歴史は上記由緒に沿う形の記載となっている。

### 近世資料での記述と祭神の変化
しかしながら、登記以前の近世以前資料において、当神社が元興寺と共に飛鳥から移ったとする記述は存在しない。また、由緒では文政9年（1826年）とされる天神（菅原道眞）の勧請も、古資料では17世紀に京終村が近隣村落との水論に勝ったことを祝い勧請したとされる記録があり、登記の記述とは矛盾する。
古文書、絵図などでの京終村の神社の記述には、社名や祭神などに下記の表のように異同が見られる。
| 資料名                | 発行時期                         | 神社名     | 祭神                                                           | 備考 |
| --------------------- | -------------------------------- | ---------- | -------------------------------------------------------------- | --- |
| 長闇堂記              | 寛永17年（1640年）               | 京終町天神 | 菅原道眞                                                       | 京終町天神の車除けとして設置されていた仏の彫り込まれていた石を長闇堂が取りおいていたところ、小堀遠州が気に入って石灯篭の竿として用いて伏見の邸宅に据えたのち、徳川秀忠に寄贈したとの記録がある。 それをきっかけに、竿に仏を彫り込んだ石灯篭が遠州好として流行した。 |
| 奈良曝                | 貞享4年（1687年）                | 富士権現   | 伊勢、春日 富士権現                                            | はじめは伊勢、春日を祀っていたが、慶長18年（1613年）鹿野園村との水論で利運を得たため富士を勧請。 |
| 奈良町絵図 十二折り本 | 宝永・正徳期頃 （1704年-1715年） | 春日社     | 春日                                                           | - |
| 奈良坊目拙解          | 享保15年（1730年）               | 天神社     | 菅原道眞 富士浅間二座（木花開耶姫、大山祇神）                  | 高畠村との水論で北野天神に祈願したところ利運を得たため天神を勧請。 宝永3年（1706年）5月6日に当神社は火事に遭い、神体神宝、古縁起など全て失われたとされる。 |
| 大和名所図絵          | 寛政3年（1791年）                | 富士権現祠 | 伊勢、春日 富士権現                                            | はじめは伊勢、春日を祀っていたが、慶長年間に富士権現を勧請したとされる。 |
| 奈良細見図            | 1889年（明治22年）               | 紅梅デン社 | 菅原道眞                                                       | - |
| 實地踏測 奈良市街全図 | 1917年（大正6年）                | 紅梅殿神社 | 菅原道眞                                                       | - |
| 宗教法人登記上の由緒  | 1953年（昭和28年）               | 飛鳥神社   | 元興寺鎮守飛鳥神社の祭神（詳細の記載なし） 菅原道眞            | 平城遷都時に元興寺鎮守社として飛鳥から遷宮、京終には中世に遷宮。 菅原道眞の勧請は文政9年。 |
| 奈良町風土記          | 1976年（昭和51年）               | 紅梅天神社 | 菅原道眞 富士浅間二座（木花開耶姫、大山祇神）                  | 富士浅間は境内社。 近年飛鳥神社と改名と記される。 |
| 奈良市史              | 1985年（昭和60年）               | 飛鳥神社   | 事代主神、加夜奈留美命、宇須多岐比女命、不足留比女命、菅原道眞 | 1977年の宗教法人名簿での確認で飛鳥神社とされる。 |

### 近隣神社での類似の由緒
当神社の由緒に語られる「平城京遷都時に、一緒に飛鳥から移ってきた元興寺鎮守社」という伝承は、当神社北方400mほどのところに位置する、西新屋町の率川神社や元興寺町の白山神社にも、江戸時代の地誌内の記述という形で残る。その後これらの神社が京終に移ったと示す資料は存在しない。

## 境内

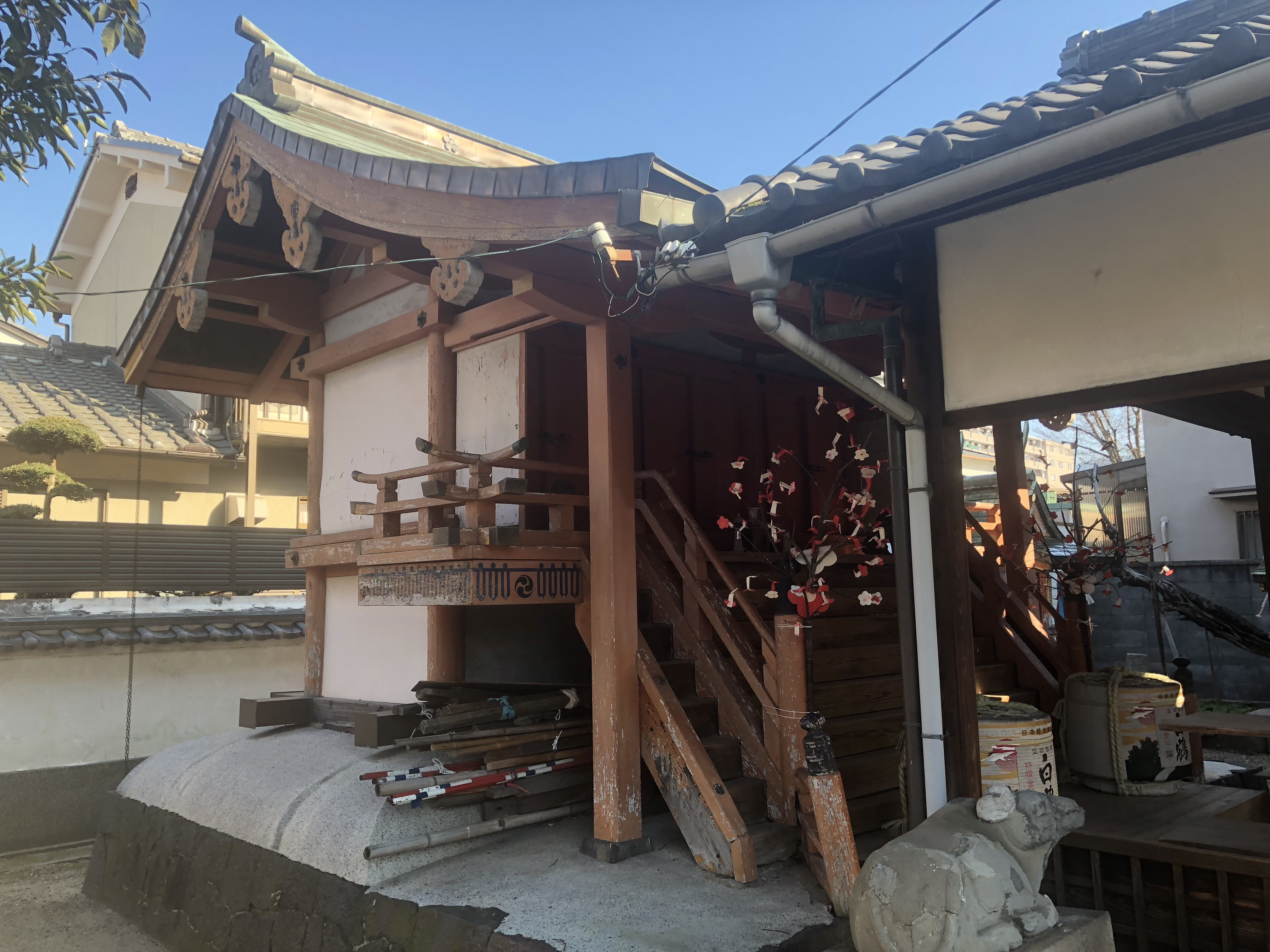
本殿

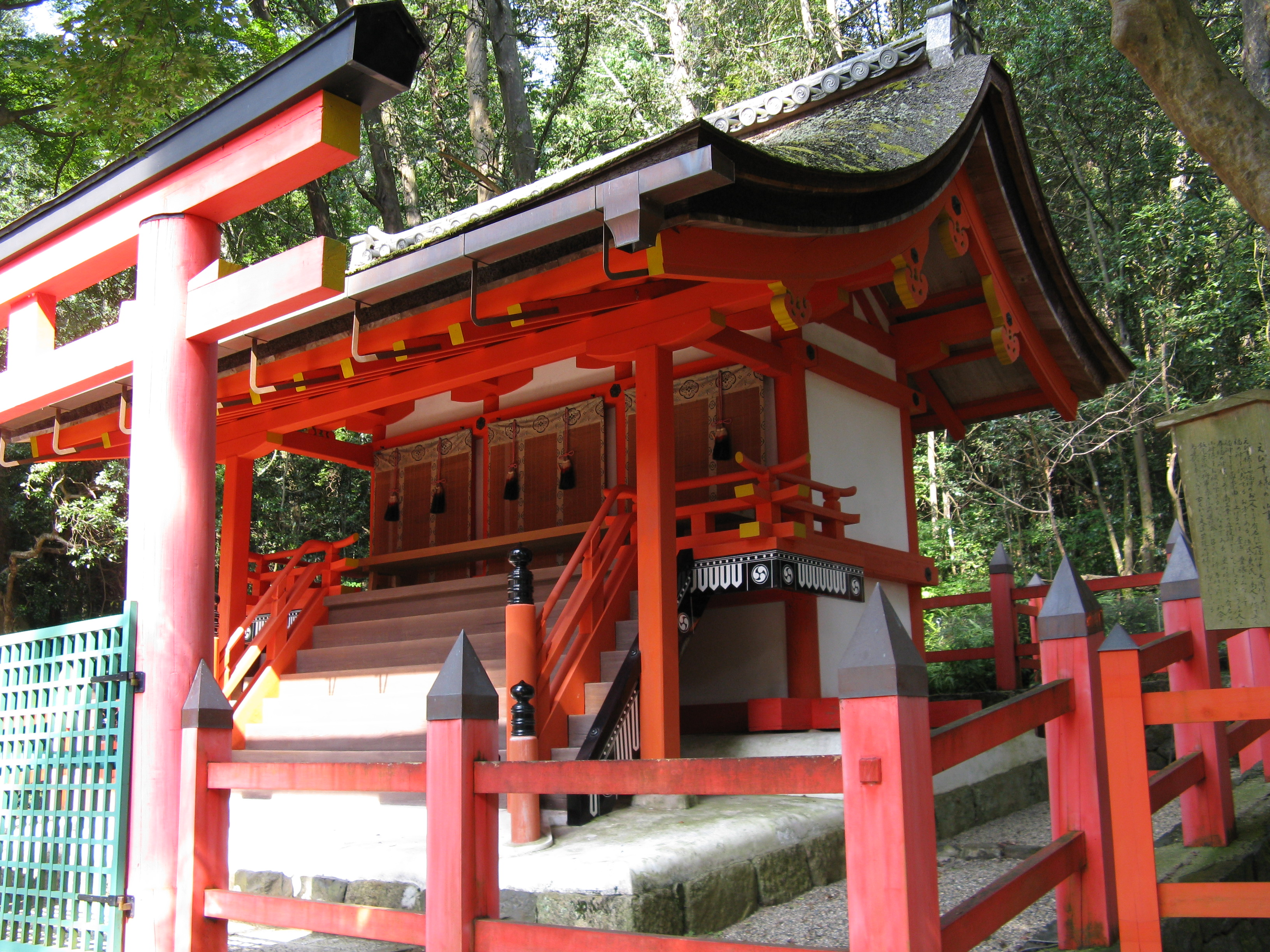
参考:春日大社末社 三十八所神社

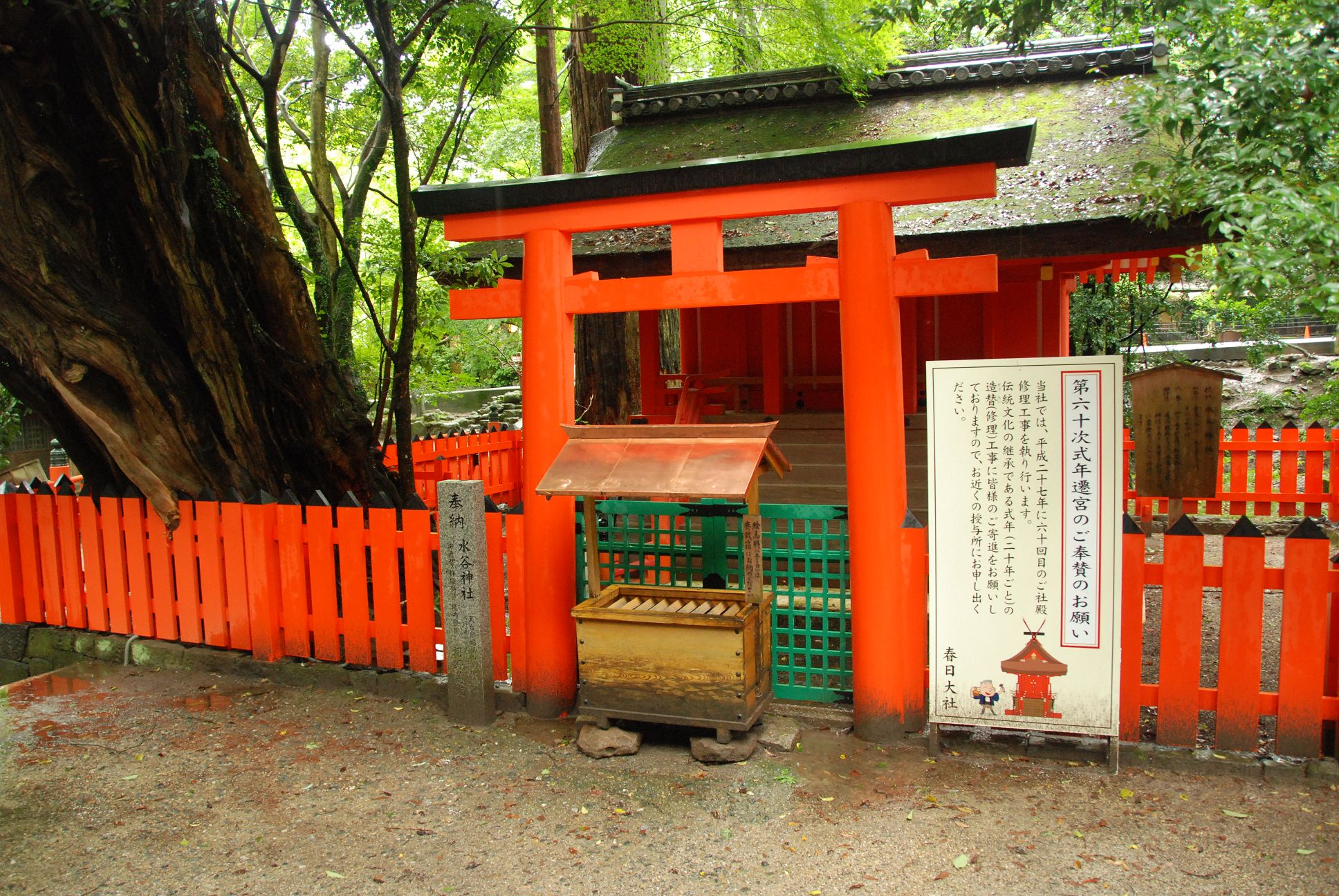
参考:春日大社末社 水谷神社

### 本殿
春日大社の末社旧殿を移した春日移しの社殿であるが、どの末社を移したかについては、三十八所神社を移したとする説と、水谷神社を移したとする説がある。移築時期は、水谷神社説に従えば文政9年（1826年）とされる。三間社造で、現在の屋根は銅板葺である。雁字板に剣巴文も見られる。

### 境内社
- 宗像神社（祭神：市杵島姫命） - もと花園高台寺境内に鎮座していた[1][2]。
- 大国主神社（祭神：大国主命・蛭子命） - もと禅定院（極楽坊）境内に鎮座していた[1][2]。
- 金刀比羅神社（祭神：大物主命） - もと小塔院境内に鎮座していた[1][2][注釈 9]。
- 月原明神社 - 通称アミダ池の畔にあった小祠であったが、1982年（昭和57年）6月に、京終農家組合によって遷された[1]。
- 七弁天社 - 同じくアミダ池畔から遷された[1]。

その他、崇徳天皇を祀る社などもある。

## 現地情報
所在地
- 奈良県奈良市北京終町45

交通アクセス
- 最寄バス停：JR大和路線奈良駅下車後、徒歩約20分